# گرگ تنها و توله: کالسکه بچه در رودخانه استوکس
گرگ تنها و توله:کالسکه بچه در رودخانه استوکس (به ژاپنی: 子連れ狼 三途の川の乳母車 Kozure Ōkami: Sanzu no kawa no ubaguruma) فیلمی در ژانر سینمای سامورایی و رزمی به کارگردانی کنجی میسومی است که در سال ۱۹۷۲ اکران شد. از بازیگران آن می‌توان به تومیسابورو واکایاما اشاره کرد.